# Royal Leamington Spa
Royal Leamington Spa, comumente conhecida apenas como Leamington Spa e Leamington (pron. ˈlɛmɪŋtənⓘ) e "Leam", entre os locais, é uma cidade-spa no centro do condado de Warwickshire, na Inglaterra, Reino Unido.
De acordo com o censo britânico de 2001, a cidade tinha uma população de 45.114, o que fez dela a terceira maior cidade do condado, depois de Nuneaton e Rugby. Seu nome vem do rio Leam, que cruza a cidade.

## História

### Vila

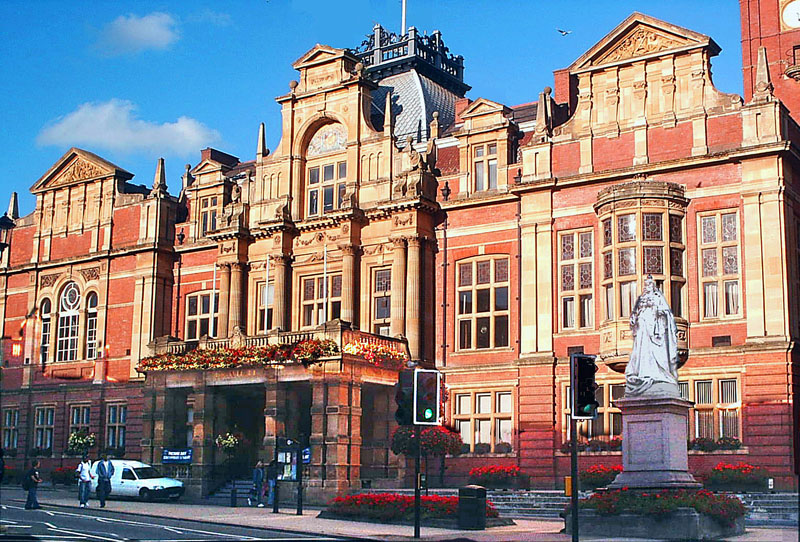
Prefeitura da cidade (town hall), com estátua da rainha Vitória.

Leamington é uma cidade relativamente moderna. Até o início do século XIX era uma vila chamada Leamington Priors ("Priorados de Leamington"); foi mencionada pela primeira vez no Domesday Book, em 1086, como Lamintone. Por 400 anos o povoado esteve sob o controle do Priorado de Kenilworth, de onde veio o antigo sufixo de seu nome.
Leamington provavelmente teria continuado como uma pequena vila próxima a Warwick, não fosse a redescoberta das propriedades medicinais das águas dos banhos termais locais (que já eram conhecidos nos tempos romanos). A primeira fonte a ser usada para propósitos comerciais foi descoberta no ano de 1784 por William Abbotts e Benjamin Satchwell, e logo seguiram-se os primeiros passos para o desenvolvimento da cidade.
Seu nome vem do anglo-saxão Leman-tūn ou Lemen-tūn, que significa "fazenda no rio Leam".

### Cidade Antiga

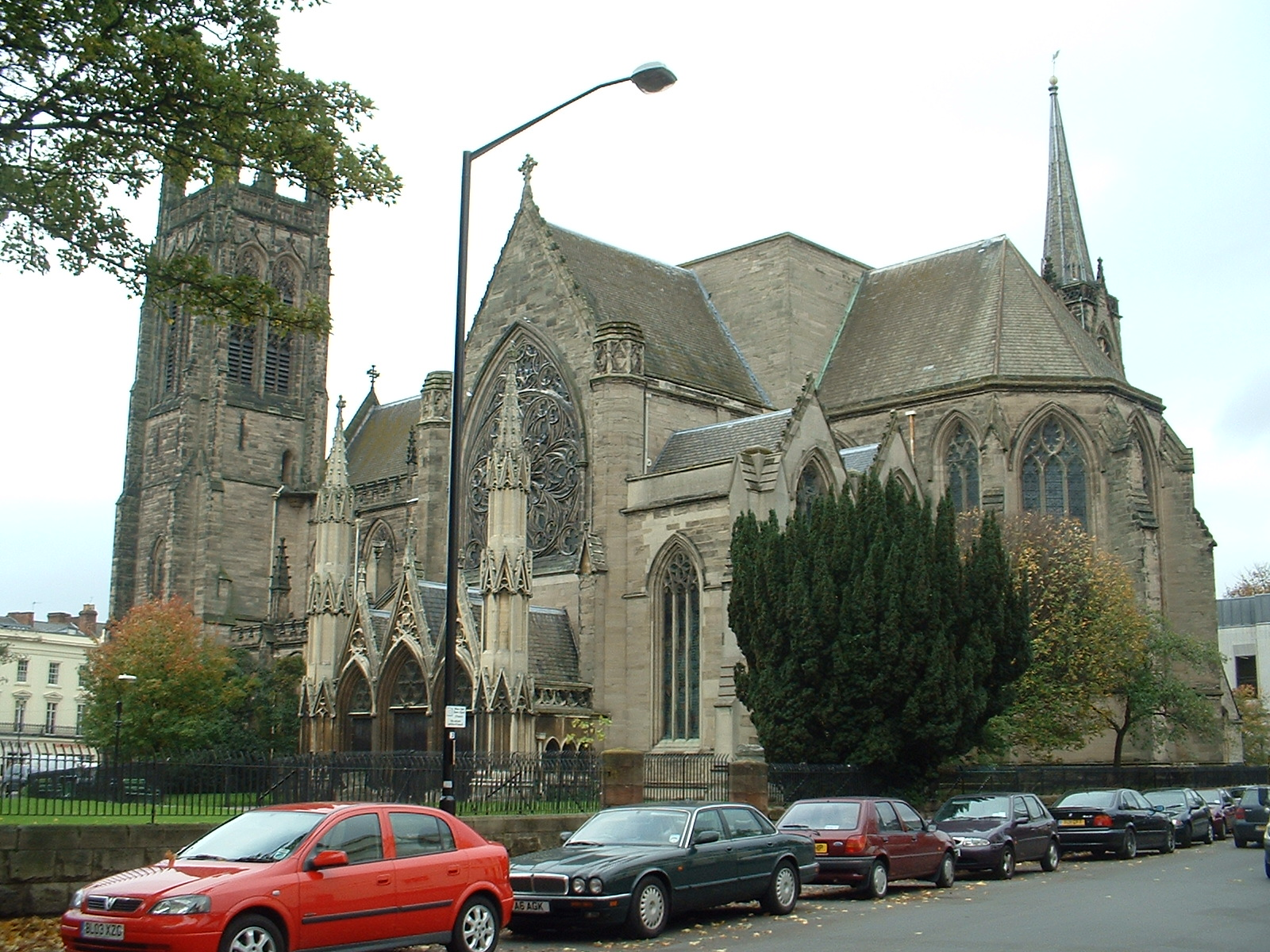
Parish Church of All Saints (Igreja de Todos os Santos).

O centro da chamada "Cidade Antiga" (inglês: Old Town) localizava-se originalmente na margem sul do rio Leam. No início o desenvolvimento só ocorreu nesta margem; porém logo especuladores imobiliários resolveram construir na terra a norte do rio, em vez da antiga vila, já saturada, o que resultou no atual centro georgiano, a "Nova Cidade" (New Town), e a cidade moderna passou a ser cruzada pelo rio.

### Cidade Nova
Em 1814 os Royal Pump Rooms and Baths (Salas de Bomba e Banhos Reais) foram abertos, próximos ao rio Leam. Este grandioso edifício atraiu muitos visitantes, ansiosos pela cura de diversos males e dores através dos banhos em piscinas cheias com a água salgada do spa. O recinto também continha o primeiro sistema de água quente alimentado pela própria gravidade, projetado e instalado pelo engenheiro William Murdoch. Leamington logo se tornou um spa resort que atraiu os ricos e famosos da época, e iniciou-se a construção de diversas mansões georgianas, para acomodar os visitantes.

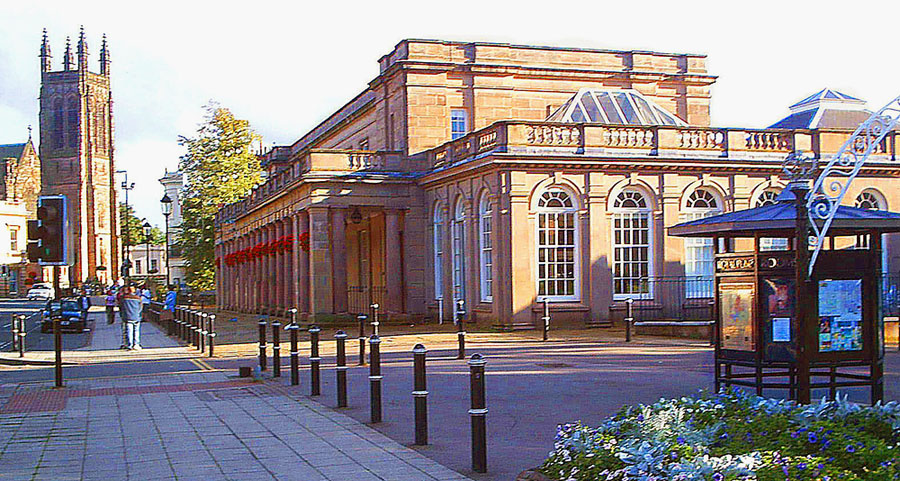
Royal Pump Rooms and Baths.

A reputação da cidade logo se espalhou, e ela recebeu o seu prefixo de "Real" (Royal) em 1838, concedido pela rainha Vitória, que visitou a cidade como princesa, em 1830, e como rainha, em 1858, e cuja estátua ainda está de pé na cidade, em frente à prefeitura. A estátua foi quase destruída por uma bomba alemã durante a Segunda Guerra Mundial, e a explosão causou um deslocamento permanente de alguns centímetros no seu pedestal. A estátua nunca foi retornada à posição original, e uma pequena placa afixada no local detalha o incidente.
A função dos Royal Pump Rooms mudou diversas vezes ao longo dos anos de sua existência. Embora tenha mantido suas instalações médicas e suas salas de reunião originais, por volta de 1863 o edifício foi ampliado, e passou a incluir um banho turco e uma piscina; em 1875 os seus jardins foram abertos ao público. Outra piscina foi acrescentada ao complexo em 1890.
Em 1997 o conselho distrital local, proprietário atual do edifício, fechou as instalações para amplas reformas, e o complexo foi aberto em 1999 como um centro cultural. Atualmente abriga o Leamington Spa Art Gallery & Museum, Library, o centro de informações turísticas local, diversas salas de reuniões e um café. A água do spa atualmente só pode ser experimentada do lado de fora do edifício, em algumas fontes.

### Declínio do spa
No meio do século XIX, resorts de spa saíram de moda. Enquanto Leamington quebrou, de certa maneira, financeiramente, como resultado deste declínio, a cidade passou a se tornar uma zona residencial popular entre aposentados e membros prósperos da classe média de Coventry e Birmingham. O poder de compra de seus residentes mais afluentes impulsionou o desenvolvimento de Leamington como destinação popular para compras.
Em 1901 a popuçação da cidade havia crescido de apenas algumas centenas a quase 27.000 habitantes. Durante o século XX esta população cresceu ainda mais, até atingir a cifra de 45.000 habitantes. A cidade acabou por incorporar à sua área urbana as vilas de Lillington e New Milverton (embora a vila de Old Milverton ainda exista separadamente, nas redondezas da cidade), ao norte. A área de casas mais modernas e simples, Sydenham, localizada a sudeste da cidade, é um dos principais subúrbios atuais de Leamington.
A cidade está fortemente associada com a fundação do jogo de lawn tennis ("tênis de grama"), precursor do atual tênis, e o primeiro clube do esporte no mundo foi fundado lá em 1872, atrás do antigo Manor House Hotel. Foi também no Leamington Tennis Club que as regras modernas do jogo foram estabelecidas, em 1874;
Durante a Segunda Guerra Mundial Leamington foi a sede do Exército Tchecoslovaco Livre, e um memorial nos Jephson Gardens homenageia a bravura dos paraquedistas tchecos que saíram de Warwickshire.

## Geografia e principais características

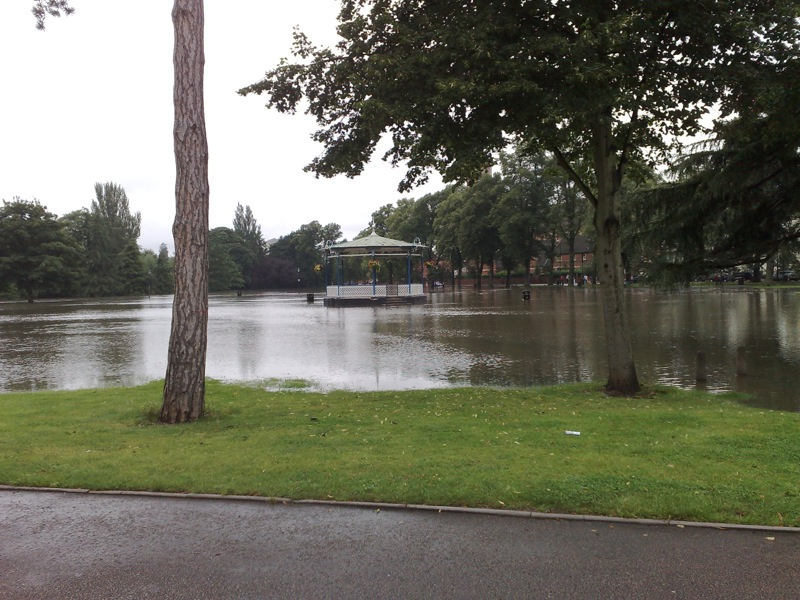
Pump Room Gardens e Dormer Place, alagados após inundação ocorrida em julho de 2007.

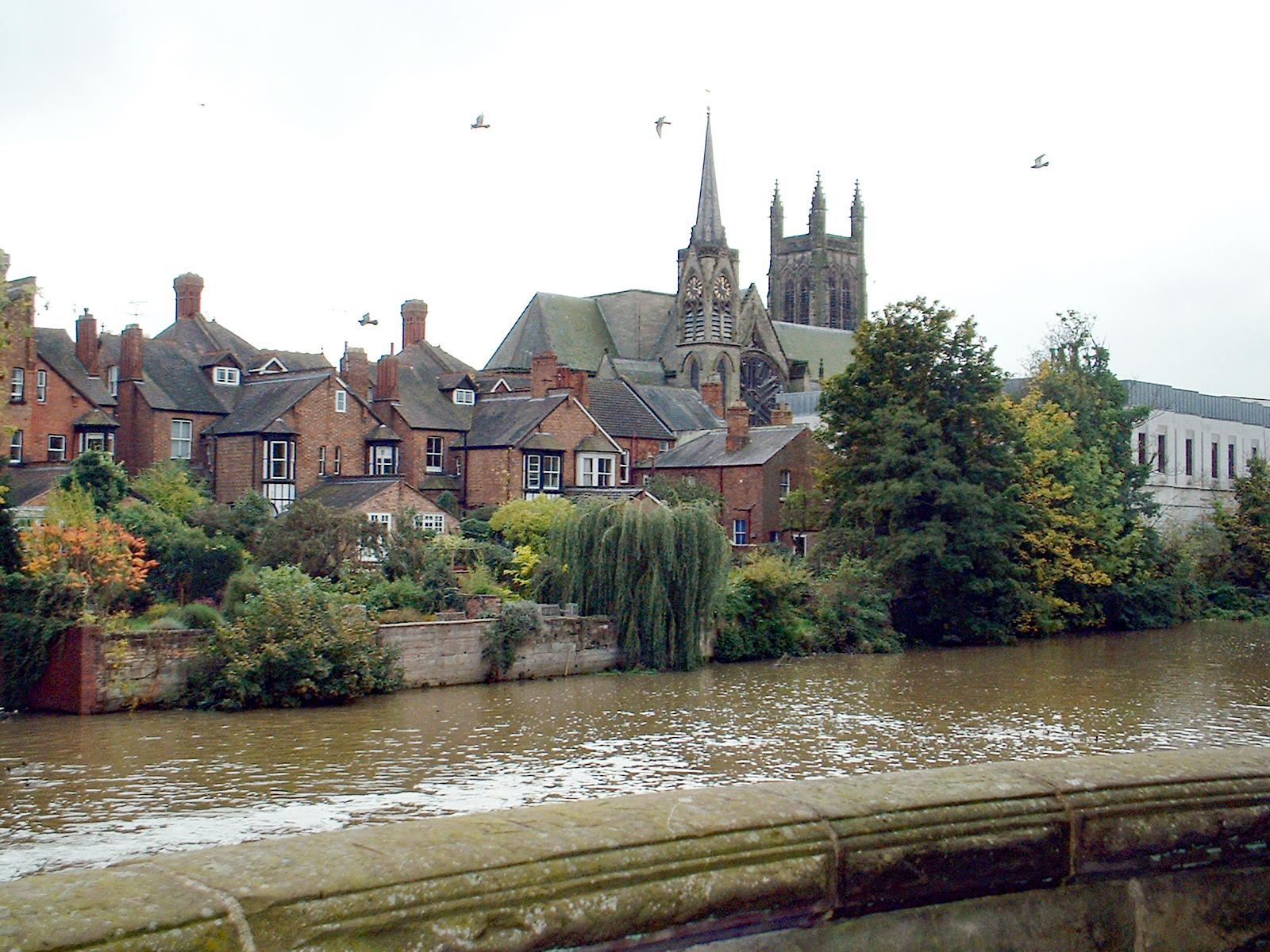
Vista sobre o rio Leam para a Igreja Paroquial, desde os Jephson Gardens.

Leamington é dividida entre norte e sul pelo rio Leam,  que já sofreu diversas inundações ao longo de sua história (as mais recentes ocorreram na Páscoa de 1998 e em julho de 2007). A cidade vem se expandindo rapidamente, especialmente em direção ao sul. Muitas pessoas deslocam-se diariamente, a trabalho, de Leamington a Coventry (cerca de 16 quilômetros a norte) ou a Birmingham (40 km a noroeste).
A cidade é conhecida por seus parques e jardins, especialmente os Jephson Gardens, situados em frente ao edifício conhecido como Royal Pump Rooms, e ao lado do rio Leam. Danificados nas inundações de 1998, foram restaurados e melhorados, com fundos da National Lottery, a loteria nacional britânica. Do outro lado do rio, no Priory Terrace, próximo à Igreja de Todos os Santos (All Saints Church), existe uma ladeira construída no século XIX que desce até às águas do rio, construída especificamente para que os elefantes circenses que passassem o inverno na cidade pudessem saciar sua sede. Entre os parques importantes da cidade estão o Mill Gardens, também na margem oposta aos Jephson Gardens, Victoria Park, Royal Pump Room Gardens, Newbold Comyn, The Dell e a reserva natural de Welsh's Meadow.
A parte central da cidade é a Parade, uma rua onde se encontram, entre outras atrações, as principais lojas da cidade, entre elas diversas grifes internacionais, e o Royal Priors, um shopping center coberto.
Um grande número de estudantes e funcionários da Universidade de Warwick, situada ao sul de Coventry, residem em Leamington, o que contribui para a variedade de sua vida noturna, bem como de seus restaurantes e bares.
A cidade apresenta diversos edifícios nos estilos arquitetônicos georgiano e vitoriano, incluindo diversas mansões, o que dá a cidade um aspecto imponente. É considerada como uma das cidades mais ricas e prósperas das Midlands inglesas. O seu crescimento populacional levou à formação de uma pequena conurbação, com pouco mais de 85.000 habitantes, juntando as cidades vizinhas de Warwick e Whitnash, além de diversas vilas-satélite, como Cubbington e Radford Semele.
Já se alegou que Leamington estaria próxima ao centro geográfico da Inglaterra; de fato, uma jovem árvore chamada de Midland Oak ("carvalho das Midlands), em Lillington, a noroeste do centro da cidade, é marcada por uma placa informando que ela se localiza exatamente no centro do país, embora existam poucas evidências para corroborar esta alegação.

### Demografia
A cidade, chamada de "Leam" pelos locais, costuma ser descrita como sendo dividida por uma linha imaginária, que a divide em duas áreas, norte e sul. O "norte" de Leamington Spa contém mansões prestigiosas, em torno do novo centro da cidade, enquanto o "sul" (geralmente aceito como as terras que estão ao sul do rio Leam) contém casas mais pobres e uma densidade populacional mais elevada; muitas destas casas são ocupadas por estudantes da Universidade de Warwick, um dos principais grupos demográficos da cidade. Esta linha divisória também é separada pelo código postal: CV32 se refere aos endereços ao norte do rio, e CV31 ao sul.
Esta lista reúne os resultados do censo local, em ordem cronológica:[carece de fontes?]
| Ano  | População |
| ---- | --------- |
| 1801 | 315       |
| 1811 | 543       |
| 1821 | 2.183     |
| 1831 | 6.269     |
| 1841 | 12.812    |
| 1851 | 15.723    |
| 1861 | 17.402    |
| 1871 | 20.917    |
| 1881 | 22.976    |
| 1891 | 23.124    |
| 1901 | 26.888    |
| 1911 | 26.713    |
| 1921 | 28.954    |
| 1931 | 29.669    |
| 1941 |           |
| 1951 | 36.344    |
| 1961 | 42.561    |
| 1971 | 43.424    |
| 1981 | 42.953    |
| 1991 | 42.304    |
| 2001 | 45.114    |

### Subúrbios
Lillington, Milverton e Sydenham são os principais distritos suburbanos dentro de Leamington Spa.
Whitnash é uma cidade que se fundiu com Leamington ao longo do tempo, situada diretamente ao sul de Leam; hoje em dia é considerada um subúrbio. De maneira similar, Cubbington (que engloba a antiga vila de Cubbington e New Cubbington) é uma vila de tamanho razoável, que foi absorvida pela área urbana de Leamington, a nordeste, e também é tida atualmente como um subúrbio.
A vila de Radford Semele, situada a quatro quilômetros a leste, é por vezes referida como um dos subúrbios da cidade; no entanto, ela não chega a estar dentro da conurbação de Leamington, da qual é marcadamente separada por uma extensão significativa de área rural.

## Economia

### Turismo
A popularidade das águas da cidade no século XIX levou ao seu crescimento inicial, e impulsionou a principal indústria de Leamington - o turismo - até o fim do século, quando o surgimento das ferrovias destinadas a passageiros tornou os resorts litorâneos mais acessíveis a muitos, e reduziu a atração dos destinos de férias situados no interior do país.

### Comércio
Leamington Spa apresenta grande variedade de lojas, das cadeias mais comuns até varejistas independentes. O Royal Priors é o único shopping center coberto no centro da cidade, e o Shires Retail Park oferece uma opção de compras fora da cidade. A popularidade de Leamington no comércio varejsta compete com as cidades vizinhas de Solihull e Banbury.

### Indústria
A presença do Warwick and Napton Canal ("Canal de Warwick e Napton", mais tarde amalgamado ao Grand Union Canal) levou ao crescimento de outras indústrias. Aberto oficialmente em 1799, o canal era o principal meio de transporte de cargas até que, na metade do século XIX, as ferrovias passaram a desempenhar este papel.
O canal fornecia carvão para as fábricas de gás situadas na Tachbrook Road, responsáveis pelo gás utilizado na iluminação da cidade a partir de 1835. Gusa, coque e calcário eram entregues através do canal, permitindo que diversas fundições fossem abertas em Leamington, especializadas em fornos de ferro fundido. Hoje em dia a Fundição Eagle, que data de pelo menos 1851, continua a fabricar fornos Rangemaster. A Fundição Imperial, que data de 1925, acabou sendo comprada subsequentemente pela Ford, e produzia blocos de motores até seu fechamento, em 2008.
Por todo o século XX, enquanto o turismo da cidade decaiu, a indústria de Leamington prosperou. A empresa Automotive Products construiu uma fábrica no sul da cidade, em 1928, que até hoje está em funcionamento; e a indústria automotiva está bem representada na área, com diversas outras empresas.

### Outras empresas
Diversos centros empresariais destinados à indústria leve e escritórios localizam-se a sul da cidade, localizados por conveniência próximo à rodovia M40.
Leamington é a sede de um grande número de empresas fabricantes de jogos eletrônicos, com alguns estúdios de desenvolvimento conhecidos como Blitz Games, bigBig Studios, FreeStyleGames, Supersonic Software, Aqua Pacific e Playground Games, situados na própria cidade, e Codemasters, CustomPlay Games e Fishinabottle nas proximidades.

## Política
Leamington Spa é administrada por diversas autoridades locais, cada uma com responsabilidades diferentes; as duas principais são o Conselho do Condado de Warwickshire (Warwickshire County Council) e o Conselho Distrital de Warwick (Warwick District Council). Desde 2002 Leamington também é uma paróquia civil, e nesta qualidade tem a sua própria assembleia municipal.
Entre 1875 e 1974 Leamington foi classificada como municipal borough, até que, como parte da reforma governamental realizada em 1974 a cidade passou a integrar, juntamente com Warwick, Kenilworth e as áreas rurais em torno da região, o distrito de Warwick, cuja sede administrativa se localiza em Leamington.
A cidade faz parte do distrito eleitoral parlamentar de Warwick e Leamington. Desde a eleições gerais no Reino Unido de 1997, o parlamentar escolhido para representar a região foi James Plaskitt, do Partido Trabalhista, porém antes dele o distrito era considerado um reduto seguro dos eleitores conservadores, com o antigo primeiro-ministro Anthony Eden tendo sido já parlamentar local. Nas eleições gerais de 2005 Plaskitt obteve uma maioria de apenas 266 votos.

## Cultura
O poema Death in Leamington ("Morte em Leamington"), de John Betjeman, retrata um ponto de vista sobre a vida social da cidade. Charles Dickens usou a cidade como palco de uma cena de seu romance Dombey and Son, e realizou leituras de seu trabalho no local, em 1855 e 1862.
O contista americano Nathaniel Hawthorne viveu em Leamington, em Lansdowne Circus, e o alpinista e ocultista Aleister Crowley nasceu no número 36 da Clarendon Square, em 1875. Frank Whittle, inventor do motor a jato, e o biógrafo Lytton Strachey frequentaram o Leamington College for Boys, na Binswood Avenue (atualmente Binswood Hall, parte da North Leamington Community School and Arts College).
O boxeador Randolph Turpin, que derrotou o americano Sugar Ray Robinson, tornando-se campeão mundial peso-médio, em 1951, também nasceu em Leamington.
Leamington realiza um festival anual, conhecido como Festival da Paz (Peace Festival), desde 1987, que celebra a cultura alternativa, e é realizado nos jardins do Pump Room.

### Música
A cidade tem uma cena musical agitada; na era punk a banda mais conhecida era o Shapes, liderado pelo cantor Seymour Bybuss e pelo baixista Brian Helicopter, que lançaram um EP chamado "Part Of The Furniture" em 1979, e acabaram por gravar uma sessão para o lendário radialista e DJ inglês John Peel, além de tocar com outras bandas como The Cure e The Fall. Outras bandas punk de Leamington foram The Varukers, Depraved, Visions of Change e Joyce McKinney Experience.
Além de bandas antigas do movimento antiestablishment musical, como a Edgar Broughton Band, a cidade apresenta uma variedade de bandas jovens, que tocam quase todas as noites nos bares da cidade. Em dezembro de 2005 a banda leamingtoniana Nizlopi chegou à primeira posição na UK Singles Chart, a principal parada de sucesso de singles do Reino Unido, com "The JCB Song". O Woodbine Street Recording Studios, principal estúdio de gravação da região, já foi usado por diversos artistas musicais conhecidos, como Paul Weller, Ocean Colour Scene e The Specials. Bolt Thrower, uma influente banda de death metal formada em 1986, também são da cidade.
Leamington Music é uma organização herdeira da antiga Warwick Arts Society, organiza diversos concertos de música clássica na região de Leamington. O Leamington Spa Competitive Festival for Music, Dance and Drama ("Festival Competitivo de Leamington Spa para Música, Dança e Teatro"), continua a ser realizado anualmente, desde 1910.
O compositor minimalista Howard Skempton reside na cidade.

### Teatro e cinema
Existem dois teatros em Leamington Spa; o Spa Centre e o Loft, com algumas produções externas realizadas durante o verão nos Jephson Gardens. A cidade também tem dois cinemas - um no mesmo Spa Centre, e outro filial local da cadeia de cinemas multiplex Apollo Cinemas.

### Televisão
Leamington foi retratada em diversas séries de televisão, como a sitcom Keeping Up Appearances, exibida na década de 1990 pela BBC, que foi filmada na cidade e nas regiões vizinhas. Outras séries que mostraram a cidade incluem Dangerfield, o programa infantil ChuckleVision, exibido pelo seu canal para crianças da BBC, CBBC, Broke e a série policial de comédia Mayo.

### Vida noturna
A cidade apresenta diversos bares, e pelo menos três casas noturnas de destaque. Especialmente durante os períodos universitários, a cidade tem uma vida noturna vibrante. No fim de semana os bares e boates ficam cheios, à medida que Leamington se enche com frequentadores vindos das cidades e vilas vizinhas, além dos alunos das universidades da região.

## Esporte e lazer
Existem diversos clubes esportivos e instalações destinadas a lazer em Leamington Spa, como o clube de futebol local, Leamington F.C., um campo de golfe, Quarry Park, um centro de lazer que conta com uma piscina pública, Newbold Comyn Leisure Centre, quadras de rugby no Leamington Rugby Union Football Club e no Old Leamingtonians Rugby Football Club, de cricket no Leamington Cricket Club, hóquei no Leamington Hockey Club, além das quadras de tênis municipais.

## Transporte
Leamington está próxima à rodovia M40, que a liga a Birmingham e Londres. Também é servida pela A46, que a ligaLondon. It is also served by the A46, which links it to Coventry.
Em termos de transporte ferroviário, a estação ferroviária de Leamington Spa é servida pela Chiltern Main Line ("linha principal de Chiltern"), que liga Londres (Marylebone) a Birmingham (Snow Hill). Trens de alta velocidade neste trajeto são operados pela empresa Chiltern Railways, enquanto a London Midland opera os trajetos locais, a Birmingham e, mais adiante, até Worcester.
Há também uma linha ligado Leamington a Coventry, utilizada pelos serviços Arriva CrossCountry até Reading, Oxford e Bournemouth, ao sul, e a Coventry, Birmingham (New Street), Manchester, Newcastle e Edimburgo, ao norte.
O Grand Union Canal é o principal canal navegável que atravessa a cidade.
Serviços regulares de ônibus que levam passageiros a Kenilworth, à University of Warwick e a Coventry são operados competitivamente pelas empresas Stagecoach in Warwickshire e National Express Coventry. Os trajetos até Warwick, Banbury, Stratford-upon-Avon and Rugby são operados pela Stagecoach in Warwickshire e outras companhias independentes.

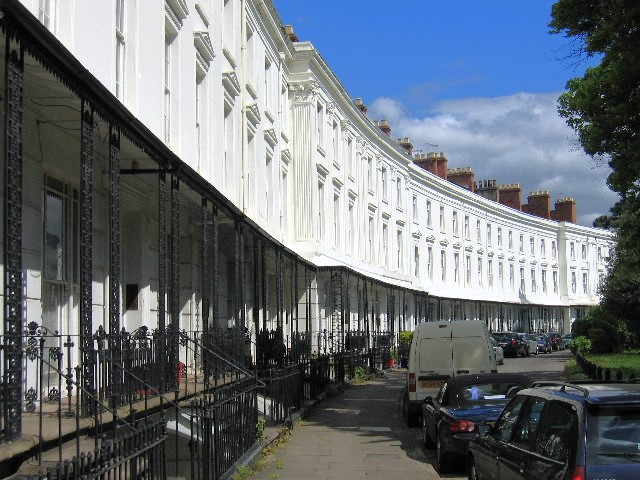
Lansdowne Crescent.